# Хайнрих I (Аугсбург)
Хайнрих I фон Аугсбург (на немски: Heinrich von Augsburg; на латински: Heinricus eps; † 13 юли 982, Капо Колона до Кротоне, Калабрия) от фамилията Луитполдинги, е епископ на Аугсбург (973 – 982).

## Биография
Той е син на Буркхард († сл. 982), маркграф от баварскския Остмарк (Австрия) и съпругата му (* ок. 925) от династията на Луитполдингите, дъщеря на баварския херцог Арнулф I Лошия († 937) и Юдит фон Сюлихгау (* сл. 888). Леля му Юдит Баварска († сл. 984) е съпруга на баварския херцог Хайнрих I († 955), брат на император Ото I Велики.
Хайнрих успява през 973 г., след епископ Свети Улрих Аугсбургски, чрез интриги на роднините му, да стане епископ на Аугсбург. Той въстава през 977 г., заедно с братовчед му херцог Хайнрих II от Бавария и херцога на Каринтия Хайнрих III, против император Ото II. Двамата херцози Хайнрих трябва да се предатат. Епископ Хайнрих се предава сам на дворцовото събрание. Той е осъден през 978 г. и предаден като затворник на абат Лудолф от манастир Верден. След три месеца е освободен по молба на клеруса на Аугсбург и другите епископи при императора и отива в епископството си.
През следващите години Хайнрих се грижи за пострадалото си епископство. Хайнрих след това е верен на императора. Той дарява собствености на катедралния капител. Прави нов покрив на катедралата на Аугсбург и строи мост над Лех към църквата Св. Афра им Фелде. През 980/981 г. (979/980) той прави за прошка поклонение в Рим.
Хайнрих участва през 981 г. със 100 панцер-конници в похода на Ото II в Италия срещу сарацините и е убит на 13 юли 982 г. в битката при Капо Колона до Кротоне в Калабрия.